# Gebelzig

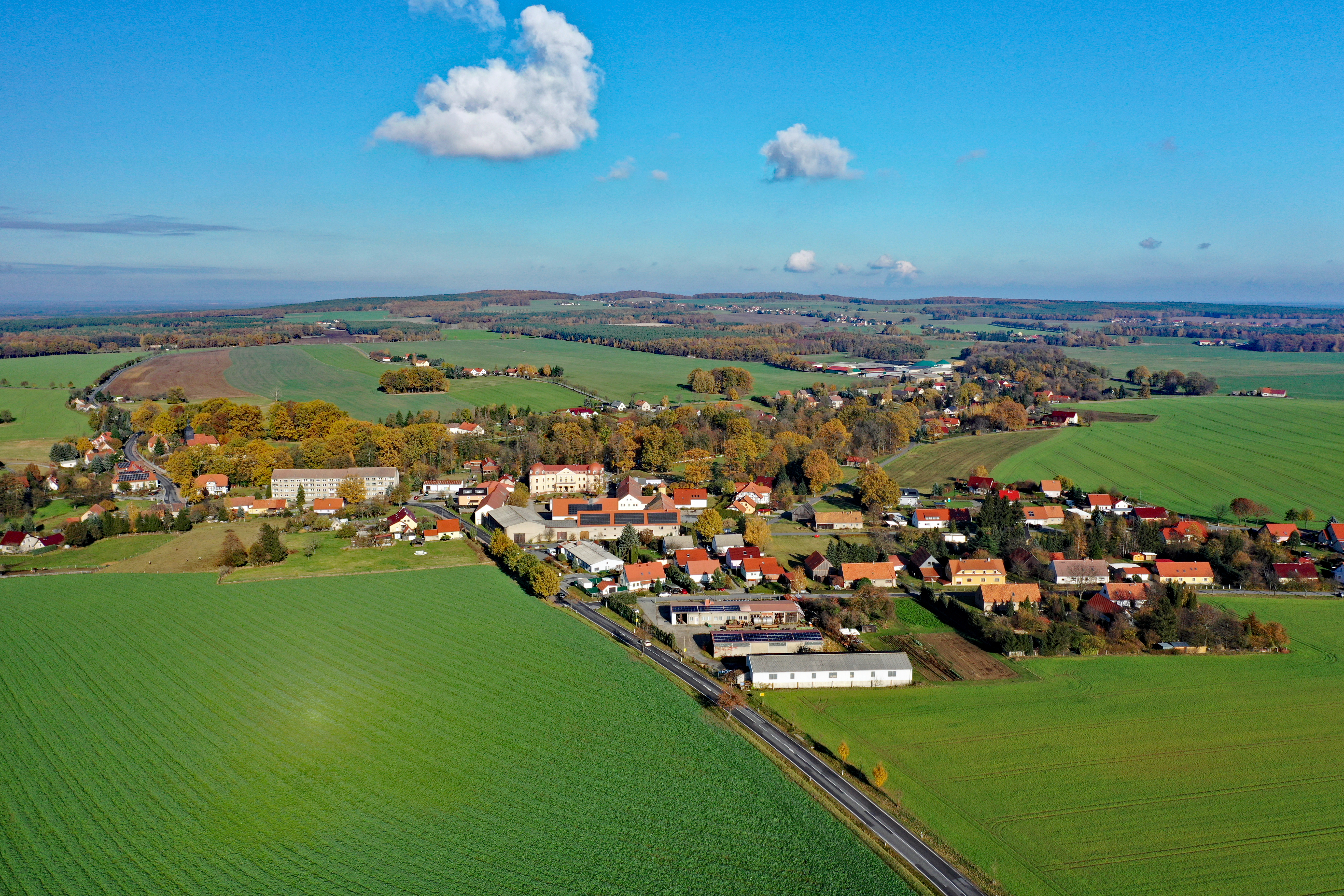
Luftbild

Gebelzig, obersorbisch Hbjelskⓘ, ist ein Dorf in der Oberlausitz und Ortsteil der sächsischen Gemeinde Hohendubrau im Landkreis Görlitz am Rande des Oberlausitzer Gefildes. Das Kirchdorf am Ostrand des offiziellen sorbischen Siedlungsgebiets ist mit etwa 470 Einwohnern der größte der Hohendubrauer Ortsteile.

## Geographie
Gebelzig liegt in einer Einsenkung der Hochebene, die sich von der Hohen Dubrau nach Süden erstreckt. In jeweils drei Kilometern Entfernung liegen Groß Radisch im Nordosten und Weißenberg im Südwesten.
Vom Osten kommt der Bach Schwarzwasser, der nach einer Biegung westlich des Dorfes in nordwestlicher Richtung nach Groß Saubernitz fließt.

## Geschichte

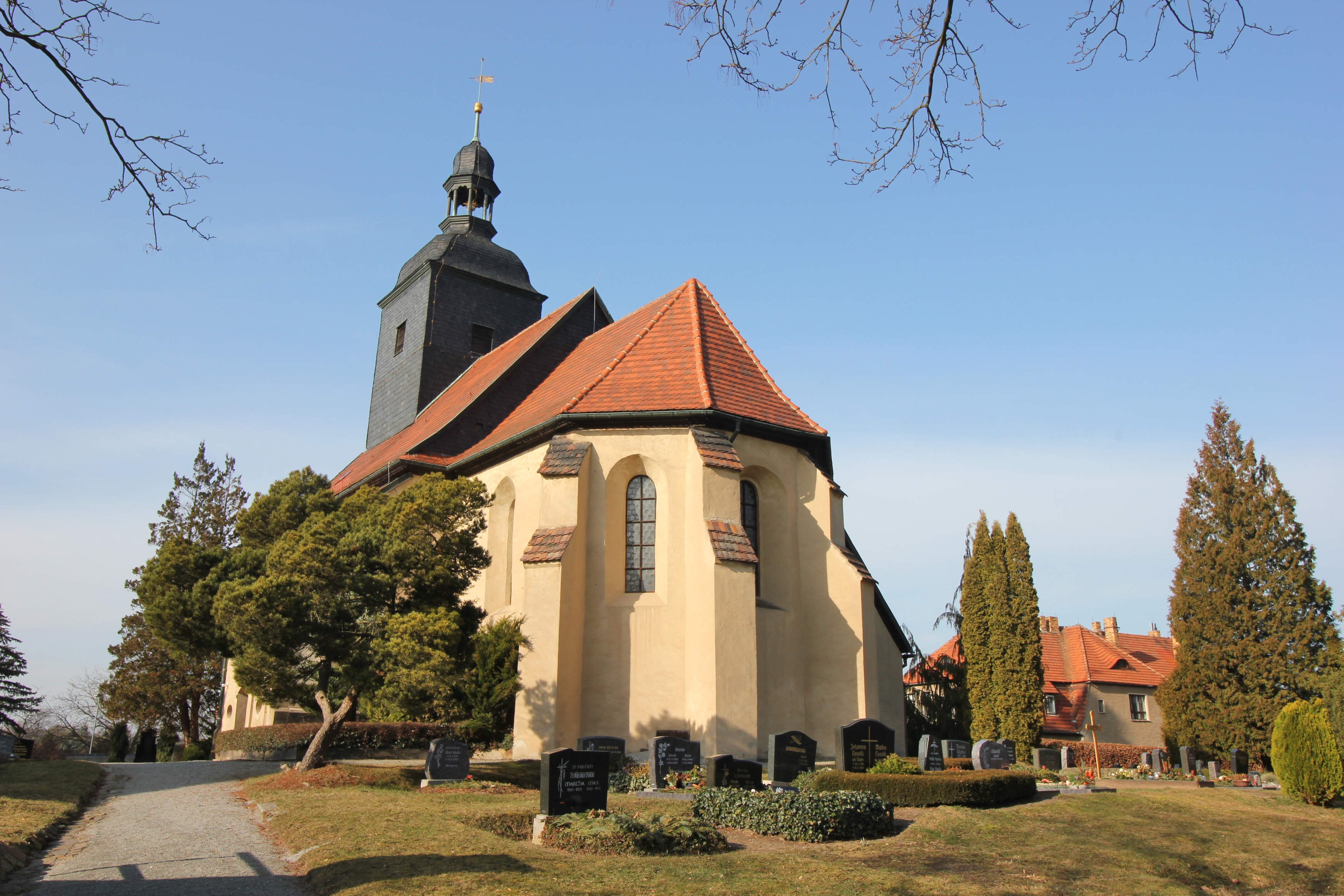
Die evangelische St.-Georgs-Kirche in Gebelzig

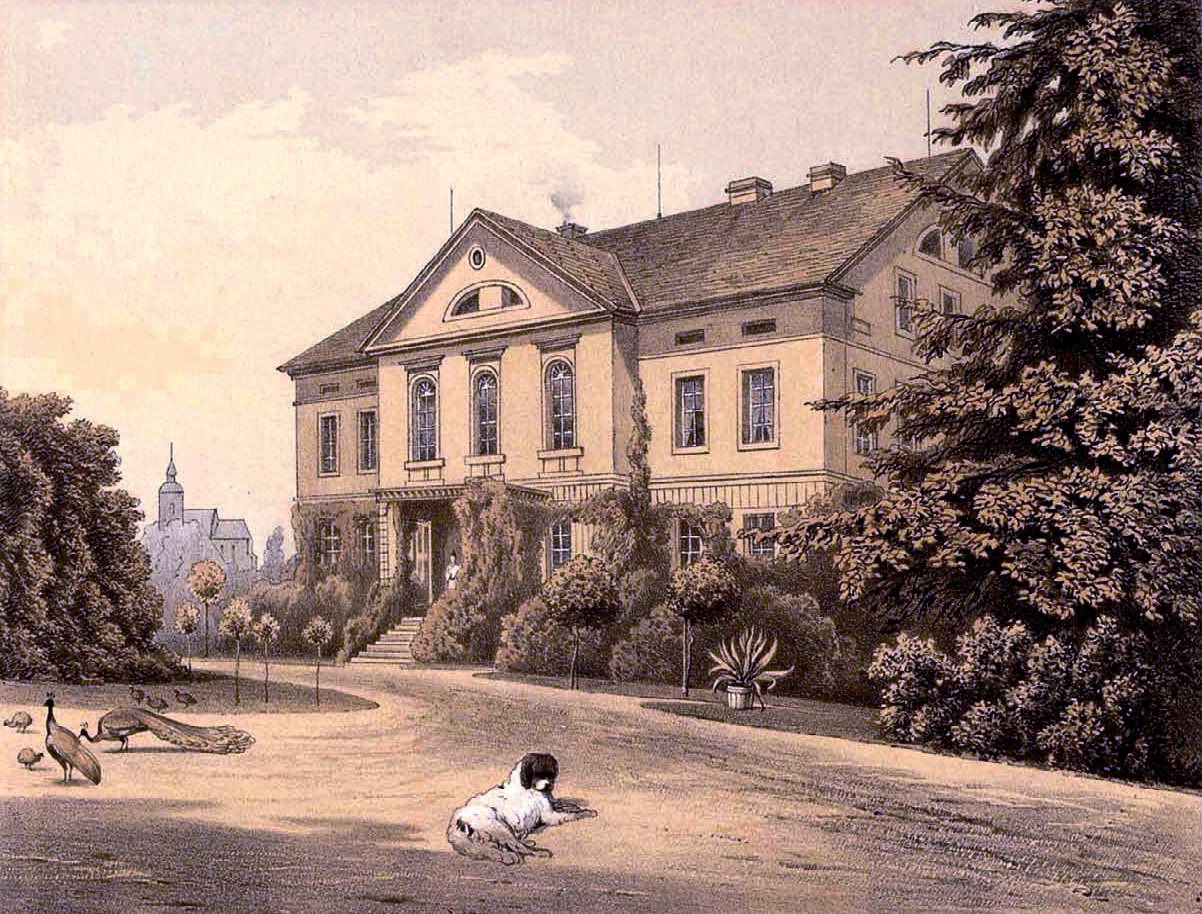
Rittergut Ober-Gebelzig um 1860, Sammlung Alexander Duncker

Gebelzig wurde erstmals 1390 in einer Görlitzer Ratsrechnung als Gebelszig erwähnt. Eine Kirche wurde bereits 1346 im Matrikel des Bistums Meißen erwähnt. Die heute Kirche in Gebelzig wurde im 15. Jahrhundert gebaut.
Ebenfalls in das 14. Jahrhundert datiert der Bau des Gebelziger Schlosses, das bis ins frühe 16. Jahrhundert als Sammelpunkt und Zufluchtsort den Oberlausitzer Raubrittern diente. Infolgedessen fand Gebelzig in dieser Zeit häufiger in Görlitzer Urkunden Erwähnung. Im Jahr 1540 fand die Reformation Einzug und die Kirche wurde evangelisch.
Da in Gebelzig zwei Rittersitze existierten, war das Waldhufendorf jahrhundertelang zweigeteilt in Ober Gebelzig und Nieder Gebelzig. Im Zuge des Wiener Kongresses kamen Ober und Nieder Gebelzig 1815 unter preußische Verwaltung, nachdem Sachsen in den Napoleonischen Kriegen auf französischer Seite kämpfte und als Reparation dafür unter anderem den nordöstlichen Teil der Oberlausitz an Preußen abtreten musste. Als Landgemeinden wurden die beiden Teilorte dem Landkreis Rothenburg (Provinz Schlesien) zugeordnet. Zwischen ihnen und der südwestlich gelegenen Stadt Weißenberg sollte für die nächsten 130 Jahre die preußisch-sächsische Grenze verlaufen.
Am 30. September 1928 wurden Nieder Gebelzig mit dem Ortsteil Groß Saubernitz und Ober Gebelzig mit dem Ortsteil Sandförstgen zur Landgemeinde Gebelzig zusammengeschlossen.
In Gebelzig wurden noch bis 1933 regelmäßig sorbische Gottesdienste abgehalten. Zur Kirchgemeinde gehörten zu dieser Zeit Gebelzig, Sandförstgen, Groß Saubernitz, Jerchwitz und Ober Prauske.

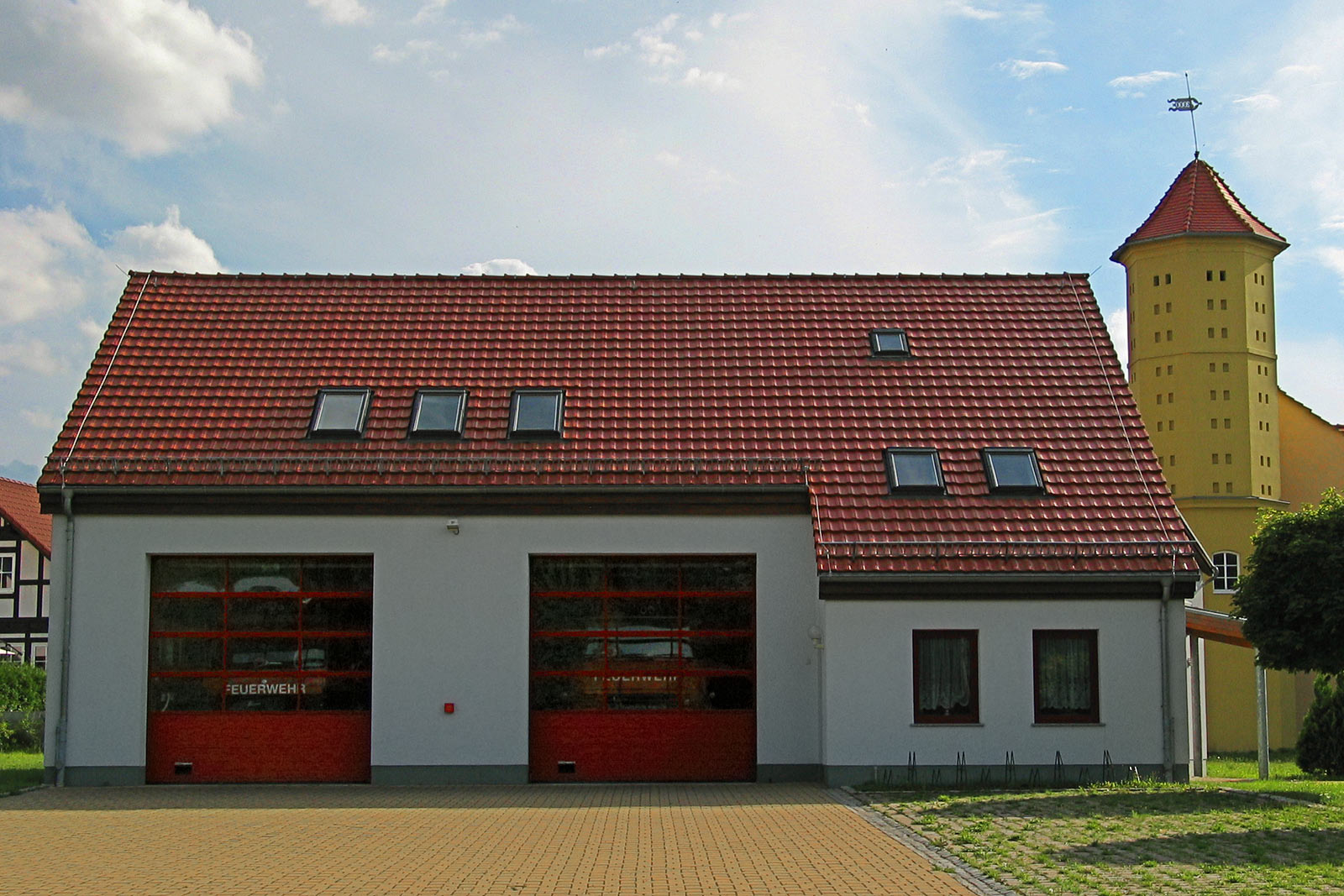
Die Freiwillige Feuerwehr Gebelzig

In der Verwaltungsreform von 1952 wurde Gebelzig, seit 1945 wieder sächsisch, dem Kreis Niesky im Bezirk Dresden zugeordnet.
Zum 1. Juli 1995 schloss sich die Gemeinde Gebelzig mit den Gemeinden Groß Radisch und Weigersdorf zur Gemeinde Hohendubrau zusammen, deren Namensgeber die Hohe Dubrau ist.

### Bevölkerungsentwicklung
| Jahr | Einwohner                        | Einwohner                             | Einwohner            |
| Jahr | Ober Gebelzig (mit Sandförstgen) | Nieder Gebelzig (mit Groß Saubernitz) | Gebelzig (insgesamt) |
| ---- | -------------------------------- | ------------------------------------- | -------------------- |
| 1825 | 231                              | 72                                    | 303                  |
| 1871 | 349                              | 335                                   | 684                  |
| 1885 | 539                              | 330                                   | 869                  |
| 1905 | 481                              | 276                                   | 757                  |
| 1925 |                                  |                                       | 749                  |
| 1939 | 670                              |                                       |                      |
| 1946 | 1015                             |                                       |                      |
| 1950 | 1012                             |                                       |                      |
| 1964 | 785                              |                                       |                      |
| 1971 | 779                              |                                       |                      |
| 1990 | 705                              |                                       |                      |
| 1994 | 702                              |                                       |                      |
| 1999 | 725                              |                                       |                      |
| 2003 | 754                              |                                       |                      |
| 2008 | 537                              |                                       |                      |
| 2010 | 522                              |                                       |                      |
| 2014 | 492                              |                                       |                      |

Ober Gebelzig hatte meist mehr Einwohner als Nieder Gebelzig, was zum Teil auch an der größeren Flur von 715 Hektar (Stand 1895) gegenüber 547 Hektar in Nieder Gebelzig lag. Aus dem Jahr 1777, die Folgen des Siebenjährigen Kriegs (1756–1763) waren noch nicht ganz überwunden, sind für Ober Gebelzig 7 besessene Mann, 13 Gärtner, 13 Häusler und 2 wüste Wirtschaften überliefert. Nieder Gebelzig hatte zu dieser Zeit 6 Gärtner und 3 Häusler.
Auch 1825 war diese Diskrepanz noch spürbar, Ober Gebelzig hatte etwa dreimal so viele Einwohner wie Nieder Gebelzig. Bis 1871 stieg die Einwohnerzahl nicht nur allgemein an, sie war für beide Dorfteile nahezu gleich. In den folgenden 14 Jahren stieg die Zahl in Ober Gebelzig um fast 200 Einwohner an, während sie in Nieder Gebelzig nahezu konstant blieb. Von da an fiel die Einwohnerzahl Gebelzigs bis 1939 wieder um fast 200, so dass sie gegenüber der Zahl aus dem Jahr 1871 nur um etwa zwei Prozent abwich.
Nach dem Zweiten Weltkrieg fanden viele Flüchtlinge und Vertriebene aus den ehemaligen deutschen Ostgebieten in Gebelzig für längere Zeit Unterschlupf, so dass die Zahl auch fünf Jahre nach Kriegsende noch über 1000 lag. Bis 1964 fiel die Einwohnerzahl in der Gemeinde wieder auf unter 800. In den folgenden 30 Jahren war der Bevölkerungsrückgang mit etwa 10 Prozent relativ moderat.
Für seine Statistik über die sorbische Bevölkerung in der Oberlausitz ermittelte Arnošt Muka in den achtziger Jahren des 19. Jahrhunderts diese Einwohnerzahlen:
| Ort             | Sorben | Deutsche | Einwohner insgesamt | sorbischer Bevölkerungsanteil |
| --------------- | ------ | -------- | ------------------- | ----------------------------- |
| Ober Gebelzig   | 312    | 160      | 472                 | 66,1 %                        |
| Sandförstgen    | 81     | 23       | 104                 | 77,9 %                        |
| Nieder Gebelzig | 93     | 34       | 127                 | 73,2 %                        |
| Groß Saubernitz | 149    | 32       | 181                 | 82,3 %                        |
| Summe           | 635    | 249      | 884                 | 71,8 %                        |

Ernst Tschernik zählte 1956 in der Gemeinde Gebelzig einen sorbischsprachigen Bevölkerungsanteil von nur noch 11,3 %. Heute ist die Sprache aus dem Ortsalltag weitgehend verschwunden.

### Ortsname
Der deutsche Name leitet sich direkt vom sorbischen ab. Die Bedeutung ist nicht eindeutig klärbar, wird jedoch von Paul Kühnel (1891), Jan Meschgang (1973) und Ernst Eichler (1975) übereinstimmend vom altslawischen Wort für „Biegung“ abgeleitet.

## Kultur und Sehenswürdigkeiten

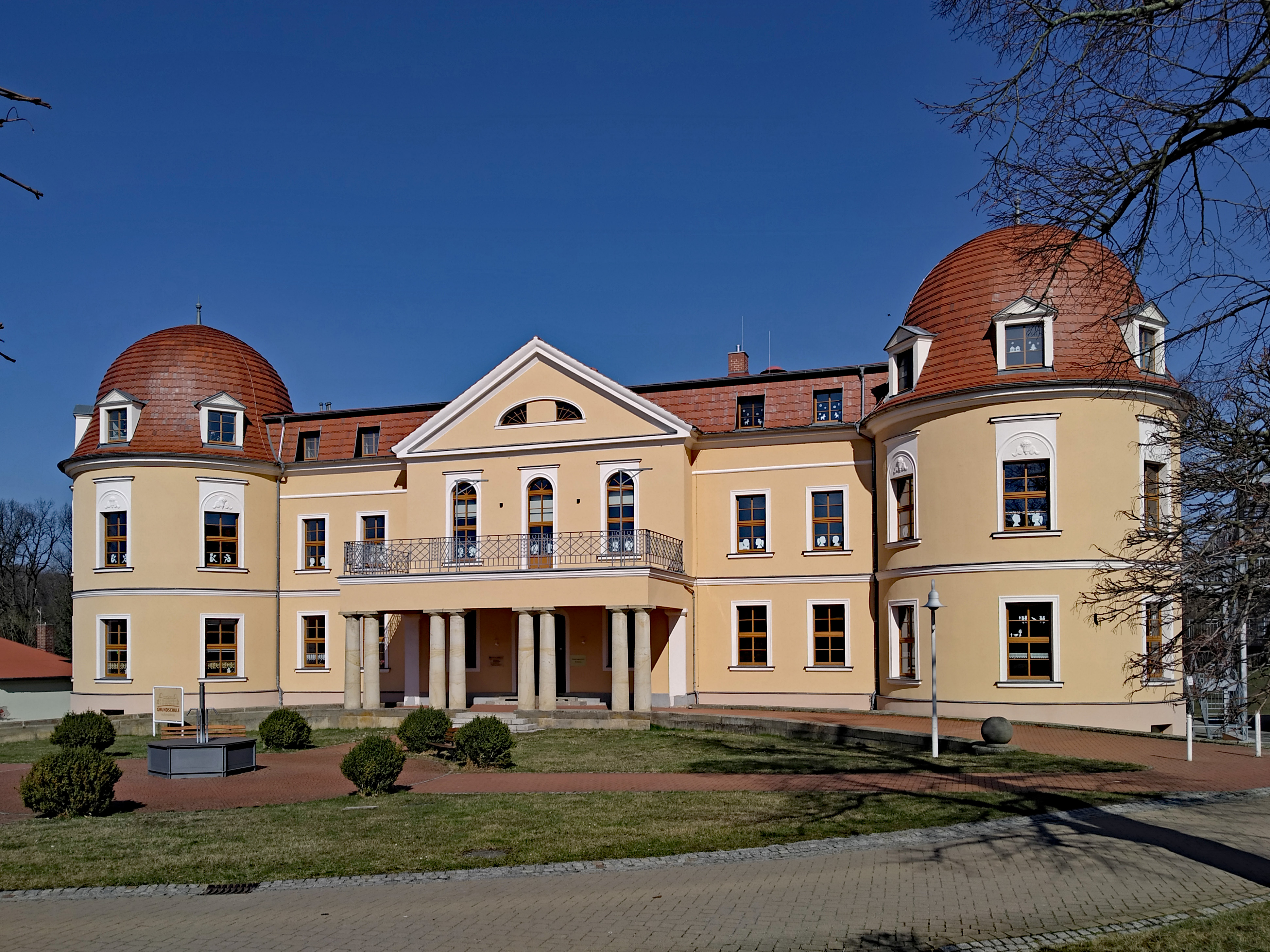
Die Grundschule Hohendubrau im Schloss

Das im 14. Jahrhundert errichtete Schloss Gebelzig erhielt beim Umbau in den Jahren 1911 und 1912 in Anlehnung an die Schlösser in Milkel und Moritzburg sein heutiges Aussehen. Zu Zeiten der DDR wurde es als Karl-Liebknecht-Oberschule und nach 1993 als „Grundschule Hohendubrau“ genutzt. Die Grundschule Hohendubrau wurde später um Ganztagsangebote erweitert.
Die evangelische Dorfkirche Gebelzigs ist ein einschiffiger, spätgotischer Bau. Ihn schmücken Wandgemälde, die den Kampf des Heiligen Georgs mit den Drachen zeigen.

## Persönlichkeiten

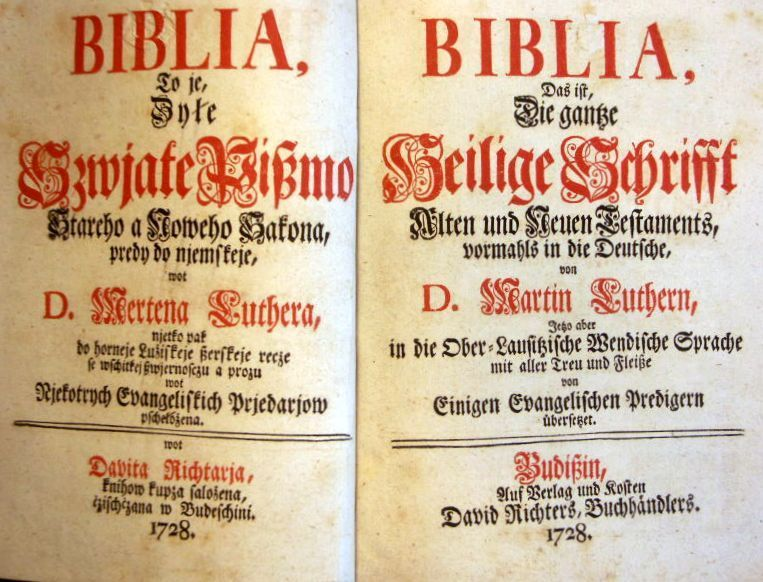
Titel der sorbischen Bibel von 1728

Matthäus Jockisch (Matej Jokuš; * 1668 in Schwarznaußlitz) war von 1698 bis zu seinem Tod im Jahr 1735 als Pfarrer in Gebelzig tätig. Gemeinsam mit Pfarrer Johann Wauer (Jan Wawer) aus Hochkirch wirkte er an der Übersetzung der ersten sorbischen Gesamt-Bibel von 1728 mit. Seine Grabplatte befindet sich seit 2005 restauriert im Eingangsbereich der Kirche.